# Я был коммунистом для ФБР
«Я был коммунистом для ФБР» (англ. I Was a Communist for the FBI) — фильм нуар режиссёра Гордона Дугласа, вышедший на экраны в 1951 году.
Фильм открывается следующими титрами: «„Я был коммунистом для ФБР“ основан на опыте работы Мэтта Светича, который изложил Пит Мартин на страницах „Сатардей ивнинг пост“». Позднее этот материал был выпущен отдельной книгой, ставшей бестселлером, а также в виде радиосериала.
В фильме главный герой фильма Мэтт Светич (Фрэнк Лавджой) в течение девяти лет работал под прикрытием в качестве члена организации Коммунистической партии США в Питтсбурге, сообщая о её преступной и подрывной деятельности в ФБР. «Работа Мэтта была особенно тяжела потому, что его патриотические настроенные родственники ненавидели его, думая, что он красный. Картина показывает двойную жизнь Мэтта с момента приезда советского агента в Питтсбург с целью подготовить красную ячейку к забастовке, насилию и возбуждению расовой ненависти».
Фильм относится к числу немногочисленных антисоветских пропагандистских нуаров эпохи Холодной войны. К этой же категории фильмов относятся картины «Железный занавес» (1948), «Женщина на пирсе 13» (1949), «Вор» (1952), «Происшествие на Саут-стрит» (1953), «49-й человек» (1953) и «Пуля для Джои» (1955).
Картина была удостоена номинации на Оскар в категории лучший документальный фильм.

## Сюжет
Из аэропорта Ла Гуардия в Нью-Йорке агент Федерального бюро расследований докладывает в штаб-квартиру организации в Вашингтон, что коммунистический агент и шпион Герхардт Айслер (Константин Шейн) вылетел в Питтсбург. Информация об этом немедленно передаётся шефу питтсбургского отделения ФБР Кену Кроули (Ричард Уэбб), который поручает следить за Айслером своему помощнику Мейсону (Филип Кэйри).
Мэтт Светич (Фрэнк Лавджой) едет по улицам Питтсбурга на день рождения своей матери. Его голосом за кадром рассказывается, что Питтсбург — это сердце американской промышленности, и коммунисты решили остановить это сердце. Про себя Светич сообщает, что он — 38-летний американец, родители которого 40 лет назад приехали из Словении, приняли гражданство этой страны и родили шестерых детей.
Приехав к матери, Мэтт извиняется за опоздание, чувствуя недоброжелательное отношение к себе со стороны родственников, в частности, своего брата Джо (Пол Пикерни), а также неловкость его 16-летнего сына Дика (Рон Хагерти), которого он редко видит из-за постоянной занятости. Когда семья уже собирается сесть за праздничный стол, Мэтта вызывает по телефону руководитель Питтсбургской организации Компартии США Джим Блэндон (Джеймс Милликэн), требуя немедленно явиться на срочное спецсобрание с участием Айслера в гостинице «Стейт». Перед самым уходом Джо с ненавистью называет Мэтта «красным» и просит больше не появляться в этом доме. По дороге Мэтт останавливается в городе, чтобы сообщить по телефону Кроули о срочном вызове на партийное мероприятие с участием Айслера.
Мэтт приезжает в шикарные гостиничные апартаменты, где для функционеров местного отделения Компартии накрыт богатый стол с икрой и шампанским. В ответ на удивление Мэтта один из партийных функционеров говорит: «Как только захватим эту страну, мы все будем так жить, но рабочие так и останутся рабочими». Появляется Айслер, поднимая тост за товарища Сталина. Блэндон представляет Мэтта Айслеру, отмечая его большую работу по привлечению выходцев из Словении в партию, а также тот факт, что используя свою работу в отделе кадров Североамериканской сталелитейной компании, Мэтт устраивает на работу членов партии, увольняя тех, кто в ней не состоит. Айслер сообщает Мэтту о назначении его на должность главного партийного организатора Питтсбургского отделения партии. Далее Айслер говорит, что в Питтсбурге производят больше стали, чем во всей остальной стране, и «если подвинуть Питтсбург на дюйм, мы сможем подвинуть эту страну на целую милю». Но, продолжает он, в Питтсбурге слишком тихо и спокойно. Чтобы в Америке победил коммунизм, нужны народные волнения, неповиновение, нужна война — вот цель сегодняшнего собрания, говорит Айслер, завершая свои слова тостом за Советский Союз.
Комментируя закадровым голосом ход последующего собрания в Зале свободы, аудиторию которого составляли в основном представители цветных меньшинств, Светич отмечает, что коммунисты решили посеять ненависть по кремлёвскому рецепту. Блэндон, прошедший, как и другие коммунистические предатели, инструктаж в Москве, решил использовать старую тактику «разделяй и властвуй». После собрания довольный Блэндон говорит: «Эти ниггеры всё проглотили», ожидая беспорядков на улице этой ночью. Далее они объясняют Мэтту, что часть их плана заключается в том, чтобы поссорить белых с цветными, как это было в деле Скоттсборо. В рамках того дела партия собрала два миллиона долларов на защиту шести негров. На само дело партия израсходовала только 65 тысяч, и проиграв дело, присвоила оставшиеся деньги себе. Когда после завершения собрания Мэтт уходит домой, Блэндон поручает одному из своих людей проследить за ним. Мэтт заходит в кафе, чтобы доложить по телефону в ФБР о прошедшем мероприятии, однако заметив партийного функционера, делает вид, что договаривается с девушкой, чтобы она подвезла его на автомобиле.
На следующий день на заводе, когда один из беспартийных рабочих получает травму руки, заместитель Мэтта назначает на его место члена партии. Прямо с работы Мэтта вызывают в школу, где директор, миссис Скотт, а также молодая привлекательная учительница Ева Меррик (Дороти Харт) сообщают ему, что Дик постоянно ввязывается в драки с другими детьми. Оставшись с отцом наедине, Дик говорит, что он не может сдержать себя, когда другие школьники называют его отца «коммунякой» и «красным». На прямой вопрос сына, правда ли это, Мэтт, скрепя сердце говорит, что он состоит в Коммунистической партии уже девять лет. Сын с горечью замечает в ответ, что раньше хотел стать таким, как отец, а теперь лучше умрёт, чем станет таким. Вернувшись домой, Мэтт помогает соседскому мальчику освоить бейсбольный удар битой. В этот момент выходит сосед, заявляющий, что просит его держаться подальше от его сына, потому что бейсбол — это игра для американцев.
Удручённый этими инцидентами, Мэтт решает написать сыну письмо, объясняющее, что в действительности он является агентом ФБР, внедрённым в ряды Коммунистической партии с секретным правительственным заданием. Он очень хотел рассказать всё сыну сегодня, но не может этого сделать, так как это подставит под удар очень многих честных людей, которые выполняют такую же работу, как и он. Письмо Мэтт планирует оставить местному приходскому священнику, отцу Новаку, с просьбой передать его сыну в случае его смерти. В тот же вечер к Мэтту заходит учительница Ева Меррик, сообщая, что также является членом партии. Она рассказывает, что состоит в учительской секции, в которую входит ещё 30 женщин, и ведёт пропаганду среди школьников. Явно испытывая симпатию к Мэтту, Ева говорит, что почувствовала, что он одинок, говоря, что и она тоже одинока. Однако Мэтт сдерживается в выражении своих чувств.
На следующий день по поручению Айслера в штаб-квартире Компартии Блэндон излагает Мэтту план организации забастовки на сталелитейном заводе. После ухода Мэтта Блэндон решает установить за ним наблюдение, поручив это Еве. Эти разговоры слушают сотрудники ФБР, так как ранее Мэтту удалось установить в помещении прослушивающее устройство. При очередной встрече Кроули сообщает Мэтту, что Еве поручили доносить на него.
Вернувшись домой, Мэтт узнаёт, что его мать в тяжёлом состоянии, и уже послали за отцом Новаком. Когда Мэтт приезжает к ней домой, Новак сообщает ему, что мать умерла. После похорон на выходе с кладбища Мэтта с Евой встречает Блэндон, подсмеиваясь над тем, как Мэтт по-христиански держался во время церемонии. Затем отец Новак говорит Мэтту, что его вскоре отзывают в Рим, и возвращает Мэтту его письмо. Тут же на Мэтта набрасывается разъярённый Джо, несколькими ударами сбивая его с ног. В этот момент из кармана Мэтта выпадает письмо, которое незаметно подбирает Ева. Вернувшись домой, Мэтт обнаруживает, что потерял письмо, тем временем Ева читает его у себя дома. На следующее утро Мэтт приходит на тайную встречу с сотрудниками ФБР, сообщая им о пропаже письма. Однако прослушав запись доклада Евы Блэндону, в котором она о письме даже не упоминает, он успокаивается.
На очередном профсоюзном собрании сталелитейного завода коммунисты, используя свои приёмы обработки рабочих, навязывают решение о начале забастовки. На инструктаже перед забастовкой Блэндон поручает Мэтту руководство группой специально присланных из Нью-Йорка боевиков, которых вооружают арматурой, завёрнутой в еврейские газеты. Их задачей будет силовое подавление тех бастующих, кто попытается выступить против коммунистов.
Во время забастовки прибывшие руководители профсоюзов пытаются остановить рабочих, называя всё происходящее коммунистической провокацией. Тогда Блэндон посылает боевиков с арматурой, чтобы нейтрализовать профсоюзных лидеров. В итоге трое из них попадают в больницу с тяжёлыми травмами. Когда на месте появляется полиция, удовлетворённые партийные функционеры расходятся. У Евы такое насилие вызывает отвращение, она подходит к Мэтту и сообщает, что его брат Джо также тяжело ранен. При посторонних членах партии, Мэтт вынужден ей ответить, что задачей партии является стравить всех — и евреев, и католиков — чтобы они перегрызли друг другу глотки ради успеха дела партии.
На очередной тайной встрече Кроули и Мейсон обещают защиту Еве, в случае, если её решат покарать за нелояльность партии, но рекомендуют Мэтту немедленно доложить обо всём Блэндону. Во время очередной встречи в присутствии Блэндона Мэтт предлагает исключить Еву из партии. После этого Ева говорит, что после забастовки разочаровалась в Коммунистической партии и в том, что она делает, и сама выходит из партии. Она также угрожает, что завтра пойдёт в комитет образования, где расскажет о своей партийной деятельности и назовёт имена всех учителей, которые носят партбилет. Предупреждая решение Блэндона, Мэтт обещает остановить её.
Догнав Еву на улице, Мэтт объясняет, что был вынужден её сдать. На что она отвечает, что в своё время не сдала его, хотя это и шло вразрез с её тогдашними убеждениями. Она отдаёт Мэтту его письмо. Мэтт увозит её на машине, где Ева откровенно говорит, что ей многое стало понятно, когда она прочитала его письмо. Мэтт рекомендует Еве уволиться из школы и сегодня же уехать из города, чтобы избежать преследований. Мэтт подвозит Еву к дому, чтобы она могла собрать вещи, не зная, что двое партийных силовиков уже следят за её домом. Блэндон даёт им приказ убить Еву. Мэтт и Ева прячутся в здании, пока коммунистические киллеры поднимаются в её квартиру. В квартире Евы их задерживает мужчина с пистолетом, тайно подселённый ФБР в соседнюю квартиру, чтобы обеспечивать безопасность Евы. Однако коммунистам удаётся оглушить его, пока он звонит в полицию по телефону, и затем расправиться с ним.
Другая пара коммунистических киллеров, которая следит за чёрным входом, замечает выходящих Мэтта и Еву, и следует за ними до вокзала. Мэтт сажает Еву в поезд и собирается уходить, однако заметив садящихся в поезд киллеров, он догоняет уходящий поезд и запрыгивает в последний вагон. Когда поезд заходит в тоннель, киллеры набрасываются на Еву в тамбуре, собираясь выбросить её из движущегося поезда. Однако подоспевший Мэтт нажимает на стоп-кран, разбрасывает киллеров в разные стороны, выпрыгивает с Евой из поезда и убегает по железнодорожным путям. Киллеры с оружием начинают преследование, поезд трогается с места. Спрятавшись в укромном месте, они видят, как киллеры пробегают мимо них. Затем Мэтт привлекает к себе их внимание, выбегая из укрытия. После чего он снова прячется и подкарауливает одного из них, сталкивая его под проходящий поезд. Забрав револьвер убитого, он вступает в перестрелку со вторым киллером, и в итоге убивает его.
На встрече с Кроули и Мейсоном Мэтт сообщает, что Ева находится в безопасном месте в другом городе. Кроули просит Мэтта продолжить работу под прикрытием, так как все, кто мог бы его разоблачить, мертвы. Однако в таком случае ФБР пока не сможет использовать его в суде как свидетеля. Одновременно они сообщают, что с инструкциями из Москвы прибыл новый посланец Клайд Гарсон (Хью Сандерс), и встреча с ним назначена на вечер в люксе гостиницы «Стейт».
Карсон сообщает, что в Вашингтоне начались слушания в Комитете Конгресса по расследованию антиамериканской деятельности, что серьёзно осложнит деятельность партии, и потому Москва приказала начать общенациональную кампанию, суть которой — подорвать в народе доверие к этому Комитету. Мэтт говорит, что 11 членов партии сейчас судят в Нью-Йорке, и надо им помочь. На что Блэндон отвечает, что пусть им помогают жители Питтсбурга. Он поручает одному из партийных функционеров организовать в городе фальшивую нацистскую организацию, что, по его расчётам, должно напугать обывателей, после чего они начнут жертвовать деньги на борьбу с нацистской угрозой. Далее Карсон говорит, что в связи с предстоящим наступлением Северной Кореи на Южную и возобновлением войны, задачей компартии является деморализовать население в Америке, и тем самым обеспечить победу Советам.
Прямо во время собрания Блэндон получает газету, в которой сообщается о том, что в тоннеле найдены убитыми два человека с партийными билетами. Намереваясь выяснить у Мэтта, что произошло и подозревая его в том, что он помог Еве бежать, Блэндон отвозит его в штаб-квартиру партии, где начинает жёсткий допрос. Во время избиения Мэтта в штаб-квартиру врываются полицейские, якобы чтобы арестовать Мэтта по обвинению в убийстве агента ФБР в квартире Евы.
В автомобиле Мейсон и Кроули, которые организовали его спасение, поручают Мэтту дать свидетельские показания против одиннадцати нью-йоркских коммунистов, говоря, что до начала процесса ему будет безопаснее оставаться за решёткой. Блэндону, который после ареста вновь начинает доверять Мэтту, через своих адвокатов удаётся добиться его освобождения, после чего он поручает ему поехать в Нью-Йорк, чтобы принять участие в мероприятиях вокруг суда против нью-йоркских коммунистов. Суд в Нью-Йорке вызывает серьёзные общественные волнения в городе. На суде Мэтт собирается выступить с разоблачительной речью против коммунистов. Однако в день суда прокурор передаёт через Кроули, что показания Мэтта не понадобятся, и потому Кроули просит продолжить Мэтта работу в партии.
Перед зданием суда Мэтта встречает Блэндон, сообщая, что всю верхушку Питтсбургской организации компартии вызывают на слушания в Комитет по расследованию антиамериканской деятельности в Вашингтон. На заседании Комитета, где в качестве зрителей присутствуют Джо и Дик, Мэтт выступает с разоблачительными показаниями, заявляя, что в течение девяти лет работал как агент ФБР под прикрытием. Передав ценные улики комиссии, он далее утверждает, что политическая деятельность компартии — это лишь прикрытие, а на деле партия представляет собой широкую шпионскую сеть, основанную Советами. В её состав входят предатели из числа граждан США, чья цель — передать Америку в руки СССР в качестве колонии.
В комнате отдыха Блэндон набрасывается на Мэтта, называя его стукачом, однако тот даёт ему отпор. Появляются агенты ФБР, которые задерживают всю верхушку питтсбургской организации по обвинению в убийствах.
Счастливые Джо и Дик обнимаются с Мэттом, и вместе покидают зал суда.

## В ролях
- Фрэнк Лавджой — Мэтт Светич
- Дороти Харт — Ева Меррик
- Филип Кэри — Мейсон
- Джеймс Милликэн — Джим Блэндон
- Рон Хагерти — Дик Светич
- Пол Пичерни — Джо Светич
- Ричард Уэбб — Кен Кроули
- Константин Шейн — Герхардт Айслер
- Эдвард Норрис — Хэрмон
- Хью Сандерс — Клайд Гарсон
- Хоуп Крамер — Рут Светич

В титрах не указаны
- Харлан Уорд — агент ФБР
- Блу Вашингтон — мужчина на профсоюзном собрании

## Некоторые подробности создания фильма
Кинокритик Деннис Шварц замечает, что хотя «фильм основан на реальном опыте Мэтта Светича, на самом деле рассказанная в фильме история правдива только отчасти. Она ложно героизирует Светича, так как в реальной жизни он не был очень хорошим человеком. Настоящий Мэтт Светич был алкоголиком и обладал отвратительным характером. Ходили слухи, что однажды он избил свою близкую родственницу так сильно, что ей потребовалась госпитализация».
По информации «Голливуд репортер» от февраля 1951 года, для съёмок сцен забастовки было привлечено 2000 статистов.
Этот фильм был одним из первых, в котором показывалась Комиссия Конгресса США по расследованию антиамериканской деятельности. Декорации сцены заседания комиссии были изготовлены на основе аутентичных фотографий и рисунков помещения в здании Палаты представителей, где проводились слушания Комиссии.
Впоследствии название и стилистика фильма часто пародировались в кино и на телевидении. После того, как маккартизм перестал пользоваться общественной симпатией в середине 1950-х годов, фильм был в значительной степени забыт, хотя его сенсационное название было обыграно в иронической манере, в частности, в двух триллерах с монстрами студии «Америкэн Интернешнл» — «Я был подростком-оборотнем» и «Я был подростком-Френкенштейном» (оба — 1957).

## Оценка фильма критикой

### Общая оценка фильма
Несмотря на успех фильма в прокате, большинство критиков резко отрицательно оценило его идеологическое содержание, отметив при этом его определённые художественные достоинства.
Так, сразу после выхода фильма на экраны критик Босли Кроутер из «Нью-Йорк таймс» назвал его "странной амальгамой увлекательного журналистского отчёта, обычной мелодрамы с погоней, патриотического хвастовства и бездумной клеветы на «красных». Еженедельник «Variety» отметил, что «из реального опыта Мэтта Светича сценарист Крейн Уилбур создал увлекательный фильм».
Современный критик Крейг Батлер написал, что «Я был коммунистом для ФБР» «настолько же нелеп, как и его название», заметив при этом, что «те, кто в состоянии отрешиться от перегруженного агитпропом тяжеловесного сценария, могут насладиться неплохим зрелищем». Столь же противоречивую оценку дал фильму и Джон М. Миллер, написавший: «Стильно поставленный Гордоном Дугласом, с многочисленными, достойными высокой оценки, нуаровыми сценами, фильм всё равно остаётся тяжеловесным, упрощённым произведением антикоммунистической пропаганды, которое злорадно вовлекается в безрассудное выявление виновных, чем и известна эпоха Маккарти». Деннис Шварц охарактеризовал картину как «пропагандистский фильм студии „Уорнер бразерс“ о коммунистическом влиянии в Америке, который настолько же тонок, как кувалда, которая лупит вас по голове. Это фильм о Красной угрозе, в котором коммунисты ведут себя как гангстеры, а повествование ведётся в реалистическом документальном стиле».

### Оценка политической направленности фильма
Многие специалисты кино весьма негативно оценили резко политическую и одностороннюю направленность фильма. В частности, Кроутер напомнил, что в 1939 году «студия „Уорнер бразерс“ нанесла жгучий и страстный удар по нацистским агентам со своим фильмом „Признания нацистского шпиона“. Теперь студия бьёт по коммунистическим агентам с тем же пылом и с той же тревогой в этом шикающем и устрашающем шпионском фильме», отметив далее, что «во многих отношениях горячая постановка проблемы в фильме напоминает слушания в Комитете Конгресса по расследованию антиамериканской деятельности — деятельность которого, кстати, фильм восхваляет».
Кроутер описывает фильм как «историю отважного, героического патриота, который молча терпит ненависть со стороны сына, своих братьев и соседей, выдавая себя за верного коммуниста. Фильм бросает опасные намёки и создаёт пугающие жупелы в процессе детального разбора того, как коммунисты ведут подрывную работу изнутри. В частности, он многословно и подробно показывает, как коммунисты провоцируют расовую ненависть и волнения среди рабочих в стране, окрашивая эти сцены столь страстно и жутко, что впечатлительная часть аудитории может подумать, что большинство негров и большинство рабочих являются „розовыми“ (сочувствующими коммунистам)». Далее он пишет, что фильм «порождает подозрительность в отношении школьных учителей, представляя одну из учительниц как прилежного „члена партии“ в начале (после того, как она знакомится с героем и влюбляется в него, она рвёт с партией). И на всём протяжении, фильм пытается внушить — всегда сальными языками злодеев — что люди, которые поддерживают либеральные цели, в частности, защиту в суде по делу Скоттсборо, являются простаками, обманутыми коммунистами».
Журнал «Тайм» считает, что фильм использует «грубую схему, и как мелодрама, и как пропаганда. Его показ коммунистического заговора… так же сверхупрощён, механистичен и неубедителен, как и антикапиталистические проповеди левых бродвейских пьес 1930-х годов. Для удобства зрителей, коммунисты в фильме постоянно подробно пересказывают друг другу… азы партийной тактики». Далее журнал отмечает, что фильм представляет упрощённый взгляд на коммунистов «как на простых гангстеров, цинично гоняющихся за быстрым долларом и пытающихся нанести максимальный ущерб власти. Настоящие коммунисты не столь просты,… их циничный оппортунизм укоренён в извращённом, но страстном идеализме, который делает их более грозными противниками и более качественным материалом для драматической разработки»".
Миллер считает, что фильм «выпущен главным образом с целью прославления и восхваления усилий по искоренению коммунистической угрозы, где бы она могла (или не могла) существовать, и задобрить Комитет Конгресса по расследованию антиамериканской деятельности, который в 1947 году расследовал связь Голливуда с коммунистами и теми, кто им симпатизирует». Так, «сценарий (опытного сценариста криминального и тюремного кино Крейна Уилбура) пытается заставить вас поверить в то, что в те годы коммунисты внедрялись в школы в качестве учителей, что они разжигали расовые волнения, и что они систематически делали попытки захватить промышленный сектор Соединённых Штатов изнутри, используя для этого одного рабочего за другим». Наибольшее беспокойство критика «вызывает то, что Уилбур изображает учителей, членов профсоюза, а также рабочих, борющихся за гражданские права, как обманутых красными простаков, невольно помогающих коммунистическим целям… В фильме совершенно очевидно показано, что реформаторам, свободно мыслящим людям и интеллектуалам доверять нельзя». Кроме того, «сценарий Уилбура очень странно представляет коммунистов, работающих в США. Как показано в фильме, они относятся к элите, живущей по шикарным стандартам, и одновременно ведут себя как самые обычные мелкие преступники. В один момент они вместе со своими советскими шефами наслаждаются шампанским с чёрной икрой, а в следующий — ловко управляются со свинцовой трубой (провокационно завёрнутой в еврейскую газету)».
Деннис Шварц характеризует картину как «несостоятельную в интеллектуальном плане историю со множеством вводящих в заблуждение политических намёков и нападок; среди них намёки на то, что группы борцов за гражданские права находятся под влиянием коммунистов, и что слушания в Комитете по расследованию антиамериканской деятельности — это просто патриотические акции, используемые для борьбы с коммунистами».

### Оценка художественных достоинств фильма
Одновременно критики обратили внимание и на художественные достоинства фильма. Так, «Variety» обращает внимание на «волнение и саспенс, которые возникают в те многочисленные напряжённые моменты, через которые Лавджою удаётся пройти, избежав разоблачения». Кроутер также отмечает, что «сценарий, актёрская игра и режиссура фильма выполнены в напряжённом стиле триллера. Злодеи здесь являются законченными негодяями. Когда мы видим их в первый раз, они жадно пьют шампанское и едят икру на приёме в честь Герхардта Айслера в шикарном люксе гостиницы Питтсбурга». Затем один из «выпивших товарищей провозглашает: „Так мы будем жить, когда захватим страну!“, показывая, насколько опасны эти люди».
Крейг Батлер пишет, что это «пропагандистский фильм, ясный и простой, и хотя в нём есть определённые моменты жизненной правды, тем не менее, его до безумия антикоммунистическая точка зрения лишает фильм доверия и рушит его аргументацию. Вместе с тем, этот фильм в целом намного лучше многих других пропагандистских произведений; не в плане истории или взгляда на общество, а в плане степени таланта, который был вложен в этот фильм». По мнению Шварца, «трудно переварить всю ту неправильную мерзость, которую распространяет этот фильм, но нуаровая история фильма при этом захватывающая и напряжённая».
Роберт Порфирио отмечает, что этот фильм «показывает, насколько легко нормы нуаровых триллеров могут быть использованы в пропагандистских произведениях, создаваемых киностудиями скорее по политическим причинам, чем ради коммерческой выгоды. Из всех этих фильмов, к которым относятся также „Красная угроза“ (1949), „Железный занавес“ (1948), „Женщина на пирсе 13“ (1949) и „Рука с хлыстом“ (1951), данный фильм в визуальном плане является самым нуаровым».

### Характеристика режиссёрской работы
Режиссёрская работа Гордона Дугласа получила в основном высокую оценку. «Variety» считает, что «режиссура Гордона Дугласа энергично поддерживает саспенс и темп, а актёрский состав во главе с Фрэнком Лавджоем наносит разоблачающий удар по коммунистической угрозе». Батлер отмечает, что «Дуглас ставит фильм в отчётливо притягательном стиле, создавая волнение и напряжённость. И если не обращать внимания на произносимые слова и сконцентрироваться только на том, как рассказана история, фильм довольно занимателен». Миллер добавляет, что "Дуглас применит похожий стиль документального нуара несколько лет спустя в очень влиятельном научно-фантастическом фильме «Уорнер бразерс» «Они!» (1954), вероятно, самом высоко ценимом его фильме на сегодняшний день".

### Характеристика актёрской игры
Критика высоко оценила работу актёров, особенно выделив Фрэнка Лавджоя в главной роли. Батлер считает, что «актёрский состав в очень хорошей форме: Фрэнк Лавджой более чем достойно смотрится в роли главного героя, и актёры второго плана также просто прекрасны». Миллер пишет: «Со своей квадратной челюстью, Фрэнк Лавджой в типичном для себя серьёзном стиле исполняет главную роль человека под прикрытием; он и в дальнейшем на протяжении своей карьеры будет изображать различных копов, детективов и военных. Мэтт Светич в исполнении Лавджоя намерен сделать всё, чтобы остаться под прикрытием и раскрыть коммунистическую угрозу, несмотря на болезненное для него презрение со стороны общества и, особенно, собственной семьи. Лавджой убедителен в своей твёрдости в этой конфликтной ситуации, и ему удаётся вызвать симпатию, вне зависимости от её политической составляющей». Кроутер отмечает «крепкую игру Лавджоя, который является образцом сдержанной и действенной решимости, находчивости и отваги. Он легко отличим от красивых, серьёзных и непогрешимых молодых людей из ФБР. А Дороти Харт красива и традиционна в роли порядочной американской учительницы, которая приняла на веру коммунистический путь, но которая сбегает с помощью героя, когда товарищи раскрывают их».